# Верхняя Пожня
Верхняя Пожня (укр. Верхня Пожня) — село,
Славгородский сельский совет,
Краснопольский район,
Сумская область,
Украина.
Код КОАТУУ — 5922386402. Население по переписи 2001 года составляло 276 человек .

## Географическое положение
Село Верхняя Пожня находится на правом берегу реки Пожня,
выше по течению на расстоянии в 1,5 км расположено село Славгород,
ниже по течению на расстоянии в 4 км расположено село Пожня (Великописаревский район),
на противоположном берегу — сёла Порозок и Славгород.
Рядом проходит автомобильная дорога Т-1901.

## Объекты социальной сферы
- Детский сад.
- Школа.
- Дом культуры.